# Sagui-de-bigode
O sagui-de-bigode (Saguinus mystax) é uma espécie de primata do Novo Mundo que ocorre na Amazônia brasileira e no Peru. Ocorre ao sul do rio Amazonas e oeste dos rios Ucayali e Tapiche no Peru e a oeste do rio Juruá e sul do rio Solimões no Brasil.

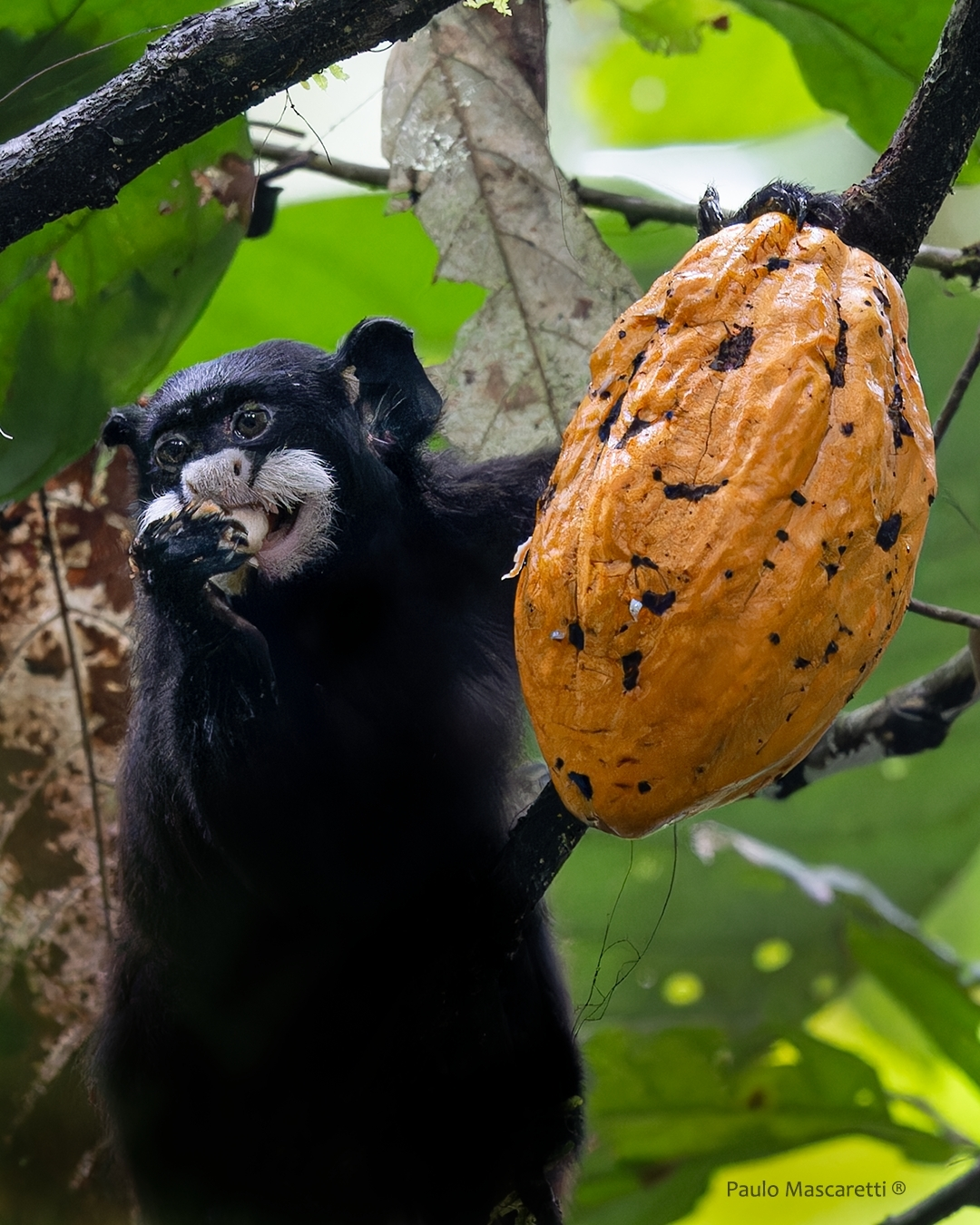
Saguinus mystax se alimentando de cacau.

Trata-se de uma espécie comum no Peru e Brasil, além de ser encontrada em unidades de conservação, como o Parque Nacional da Serra do Divisor, e portanto, não corre risco de extinção.